# Julià Guillamon

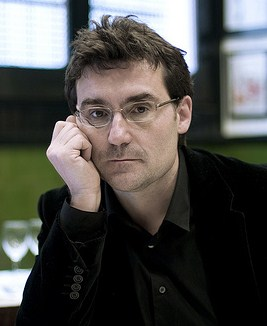
Julià Guillamon

Julià Guillamon es un escritor y crítico literario español, nacido en Barcelona en 1962. Estudió Filología Catalana en la Universidad de Barcelona. Desde el año 1994 publica semanalmente sus críticas en el diario La Vanguardia. Como ensayista ha tratado la imagen de Barcelona en la literatura entre los años setenta y los Juegos Olímpicos de Barcelona 1992. Su obra literaria refleja el fracaso de las utopías y la desaparición del mundo industrial. 
Ha sido comisario de diversas exposiciones literarias. Uno de sus proyectos, Literaturas del exilio, se ha presentado en Barcelona, Buenos Aires, Santiago de Chile, Ciudad de México y Santo Domingo, en la República Dominicana. Ha conseguido el premio Crítica Serra d'Or de Ensayo 2002, el premio Octavi Pellissa 2006, el premio Ciutat de Barcelona de ensayo 2008 y el premio Lletra d’Or al mejor libro catalán del año 2008.

## Libros publicados
- 1989 Joan Perucho i la literatura fantàstica (ensayo) ISBN 978-84-297-2886-6
- 1991 La fàbrica de fred (narraciones) ISBN 978-84-7596-325-9
- 2001 La ciutat interrompuda. De la contracultura a la Barcelona postolímpica (ensayo) ISBN 84-8264-332-0
- 2008 Uh, Gabirú (artículos) ISBN 978-84-9787-319-2
- 2008 El dia revolt. Literatura catalana de l'exili. Premio Ciudad de Barcelona de ensayo 2008. Premio Lletra d'Or 2009. ISBN 978-84-9787-340-6
- 2009 Monzó: Com triomfar a la vida ISBN 978-84-8109-847-1
- 2011 La Mòravia (novela). ISBN 978-84-8109-930-0
- 2014 Jamás me verá nadie en un ring. La historia del boxeador Pedro Roca (ensayo) ISBN 978-84-16033-10-2
- 2015 Joan Perucho, cendres i diamants. Biografia d’una generació (ensayo) ISBN 978-84-9850-655-6
- 2016 L’enigma Arquimbau. Sexe, feminisme i literatura a l’era del flirt (ensayo) ISBN 978-84-16605-06-4
- 2017 Josep Palau i Fabre. La joia de viure. Con Toni Benages i Gallard ISBN 978-84-947258-1-4
- 2017 El sifon de can Sitra. Cent trenta-cinc cromos i dos recordatoris (artículos) ISBN 978-84-16605-77-4
- 2017 Cruzar la riera (documento) ISBN 9788417188092
- 2018 El barri de la Plata (narrativa)
- 2019 Las cucas ISBN 9788416853168